# Мурадов Абдулла Хамракулович
Абдулла Хамракулович Мурадов (тадж. Абдулло Ҳамракулович Муродов, нар. 1956) — радянський футболіст, що грав на позиції захисника. По закінченні кар'єри футболіста — таджицький футбольний тренер. Як футболіст відомий насамперед виступами в складі клубу «Памір», за який провів понад 300 матчів у чемпіонаті СРСР. Як тренер протягом року очолював національну збірну Таджикистану.

## Біографія
Абдулла Мурадов з 1977 року грав у складі душанбинському «Памірі», у складі якого в 1979 році став бронзовим призером першої ліги СРСР. У складі «Паміра» Мурадов грав до 1987 року, та зіграв у його складі 345 матчів чемпіонату, після чого завершив виступи на футбольних полях.
У 1996 році Абдуллу Мурадова призначили головним тренером національної збірної Таджикистану, на цій посаді тренер працював протягом року. У 1997 році Мурадов працював асистентом головного тренера клубу «Вахш». У 2000 році Мурадов працював головним тренером клубу «Регар».